# آيت إبراهيم (الزاوية سيدي يوسف)
آيت إبراهيم هو دُوَّار يقع بجماعة لوطا، إقليم الحسيمة، جهة طنجة تطوان الحسيمة في المملكة المغربية. ينتمي الدوّار لمشيخة الزاوية سيدي يوسف التي تضم 6 دواوير. يقدر عدد سكانه بـ 1285 نسمة حسب الإحصاء الرسمي للسكان والسكنى لسنة 2004.

## وصلات خارجية
- البوابة الوطنية للجماعات الترابية
- المندوبية السامية للتخطيط